# Геїті Талвік
Геїті Талвік (ест. Heiti Talvik; 9 листопада 1904, Тарту — 18 липня 1947, Тюменська область) — естонський поет.

## Біографія
Батько Геїті Талвіка був сімейним лікарем, що працював у Тарту, його матір — піаністкою. В 1923 році, він залишив навчання в школі та шукав роботу на нафтових родовищах у Кохтла-Ярве. Впродовж цього часу він сам пише поеми, які були надруковані в літературній газеті «Творіння», яку на той час видавав Фрідеберґ Туґлас.
В 1926 році він закінчив навчання в гімназії у Пярну. Після випуску зі школи він навчався на філософському факультеті Тартуського університету з 1926 по 1934 рік.
Після 1928 року Геїті Талвік дедалі більше присвячував себе поезії. В 1934, після публікації збірки поезії «Лихоманка», він став одним з найвідоміших естонських поетів, членом письменницького об'єднання «Шаман». У гурток письменників входила також Альвер Бетті, з якою Талвік одружився в 1937-му.
З початком радянської окупації Естонії Геїті Талвік був депортований до Сибіру в травні 1945 року, і відтоді немає жодних звісток про нього. Імовірно, він загинув у липні 1947 року внаслідок депортації. Місце його могили залишається невідомим.

## Збірки поезій
- Palavik (1934)
- Kohtupäev (1937)